# ハリナ・マチュルスカ
ハリナ・マチュルスカ（Halina Machulska、1929年3月2日 - ）は、ポーランドの女優。

## 出演作品
- キングサイズ（エバの母親）